# La Cluse-et-Mijoux
La Cluse-et-Mijoux è un comune francese di 1 211 abitanti situato nel dipartimento del Doubs nella regione della Borgogna-Franca Contea. Vi si trova il Fort de Joux.

## Storia

### Simboli
Lo stemma di La Cluse-et-Mijoux si blasona:

## Società

### Evoluzione demografica
Abitanti censiti